# 小田部統房
小田部 統房（こたべ むねふさ、永禄11年（1568年） - 元和9年7月22日（1623年））は、戦国時代の武将。豊後国の大名大友氏、その重臣戸次氏、立花氏の家臣。筑後国柳河藩士。家紋は丸内上三星下二引両

## 生涯
永禄11年（1568年）、大友家臣・安楽平城主・小田部鎮元の次男として生まれる。その性格は「天資剛勇絶倫威武も屈せず」と伝わる。
天正8年（1579年）7月18日、龍造寺隆信の次男江上家種と原田親秀、執行総兼らの連合軍5千が安楽平城を攻略しに来た。小田部鎮元はよく抗戦したが、家臣の大教坊兼光が池田城で龍造寺軍に寝返った。この状況に対して鎮元は覚悟をもって安楽平城で長期籠城の態勢に入った（第二次安楽平城攻防戦）。
9月11日の池田城・第三次荒平城攻防戦で、龍造寺軍に寝返った大教坊兼光を討伐するために、小田部鎮元と嫡男・九郎と鷲ヶ岳城から支援しにきた一族の大津留宗逸が安楽平城を出て大教坊一族を悉く討ち取って池田城を取り戻したが、龍造寺軍に攻められて、共々討ち死にした。この後、安楽平城本丸に、祖父・大津留鎮正の補佐を受け小田部家督として認められた統房を支持するために、小田部家臣達が敵勢を抵抗し続けている。
天正8年（1580年）4月中旬、安楽平城の兵糧が尽くしたので、主君・大友義統の同意を得た後、豊後から来た小佐井・臼杵勢に城を渡って、統房ら小田部一族は下城、立花山城の立花道雪の庇護を受けた。同年7月7日、安楽平城は龍造寺軍によって攻め落ちいた。
天正13年（1585年）9月11日、道雪は筑後遠征の最中に病で死去した。統房はその後継者立花宗茂に従って、3月に立花山城に攻めてきた秋月種実を夜襲するに参戦した。天正14年（1586年）に島津軍の侵攻を防ぎ、8月25日の高鳥居城攻略で右目を射られて傷を負いながらも戦功を立てた。
天正15年（1587年）九州征伐の後、立花宗茂が筑後柳川13万石の領主となると、2000石を与えられる。その後、側近重臣・参謀・軍奉行の一人として、同年9月下旬の肥後国人一揆鎮圧や、朝鮮出兵、関ヶ原の戦いなどで戦功を挙げる。
立花宗茂が西軍は関ヶ原の戦いで敗北した情報を知った後、人質の宗茂の母・宋雲院と島津義弘の夫人を救出するに命じられて無事救出した。
立花家改易後、田中吉政に仕え、1千石を与えられ、矢部川から久末あたりまでの岩神水路工事を任せられた。慶長11年（1606年）に家督を養子の小田部鎮教に譲り隠居した後も田中吉政に政事について意見を求められるという。吉政の死後、その子の田中忠政に大坂の陣に参戦すべきと諫めたが、結局軍費不足のため出兵を実現できず、忠政も無嗣のまま死去なので、田中家は改易された。
元和6年（1620年）、立花宗茂は旧領柳川に復帰、統房ら小田部一族も立花家に戻り、養子の小田部鎮教は番頭役1千石を与えられた。統房は隠居をしながらも、宗茂に部分の領地を久留米藩に譲り、その代わりに矢部村を柳川藩領に加入することで農地の灌漑に有利だという意見を出して、その実現に尽力し、幕府の代官・岡田善同を訪ねた。翌年、十時連貞と由布惟次と共に藩領検地の担当者としても多大の功績を残した。
元和9年（1623年）7月22日、隠居地の久末に死去した。戒名は大乘院殿廓傳宗然大禪定門。

## 小田部家の伝統
文禄の役の「碧蹄館の戦い」に参戦する時、統房が「黒漆塗本小札藍韋威大袖」を宗茂に進上したことを吉例として、後世にも藩主に大袖を献上したことが、「安政四巳年御召御具足調帳」の記録からわかる。